# Португалија на Светском првенству у атлетици у дворани 2018.
Португалија је на 17. Светском првенству у атлетици у дворани 2018. одржаном у Бирмингему од 1. до 4. марта учествовала седамнаести пут, односно на свим првенствима до данас. Репрезентација Португалије имала је 8 учесника (2 мушкарца и 6 жена), који су се такмичили у четири дисциплине (2 мушке и 3 женске).,
На овом првенству Португалија је по броју освојених медаља делила 24 место 1 освојеном медаљом (1 бронзана).
У табели успешности према броју и пласману такмичара који су учествовали у финалним такмичењима (првих 8 такмичара) Португалија је са 2 учесника у финалу делила 30. место са 7 бодова.
| Плас. | Земља       | 1. место | 2. место | 3. место | 4. место | 5. место | 6. место | 7. место | 8. место | Бр. финал. | Бод. |
| ----- | ----------- | -------- | -------- | -------- | -------- | -------- | -------- | -------- | -------- | ---------- | ---- |
| =30.  | Португалија | 0        | 0        | 1        | 0        | 0        | 0        | 0        | 1        | 2          | 7    |

## Учесници
| Мушкарци: - Нелсон Евора — Троскок - Цанко Арнаудов — Бацање кугле | Жене: - Лорене Доркас Базоло — 60 м - Катиа Азеведо — 400 м, 4x400 м - Филипа Мартинс — 4x400 м - Ривинилда Ментаи — 4x400 м - Дороте Евора — 4x400 м - Лекабела Кваресма — Петобој |  |

## Освајачи медаља (1)

### Бронза (1)
- Нелсон Евора — Троскок

## Резултати

### Мушкарци
| Атлетичар      | Дисциплина   | Лични рекорд | Финале       | Финале  | Детаљи |
| Атлетичар      | Дисциплина   | Лични рекорд | Резултат     | Место   | Детаљи |
| -------------- | ------------ | ------------ | ------------ | ------- | ------ |
| Нелсон Евора   | Троскок      | 17,33 НР     | 17,40 НР, ЛР |         |        |
| Цанко Арнаудов | Бацање кугле | 21,27 НР     | 19,93        | 12 / 16 |        |

### Жене
| Атлетичарка                                                | Дисциплина | Лични рекорд | Квалификације | Квалификације | Полуфинале            | Полуфинале            | Финале                | Финале       | Детаљи |
| Атлетичарка                                                | Дисциплина | Лични рекорд | Резултат      | Место         | Резултат              | Место                 | Резултат              | Место        | Детаљи |
| ---------------------------------------------------------- | ---------- | ------------ | ------------- | ------------- | --------------------- | --------------------- | --------------------- | ------------ | ------ |
| Лорене Доркас Базоло                                       | 60 м       | 7,27         | 7,39 (.389)   | 6. у гр. 3    | Нису се квалификовале | Нису се квалификовале | Нису се квалификовале | 34 / 47      |        |
| Катиа Азеведо                                              | 400 м      | 53,13        | 54,17         | 3. у гр. 6    | Нису се квалификовале | Нису се квалификовале | Нису се квалификовале | 29 / 31 (34) |        |
| Филипа Мартинс Катиа Азеведо Ривинилда Ментаи Дороте Евора | 4 х 400 м  | 3:42,60 НР   | 3:35,43 НР    | 5. у гр. 2    |                       |                       | Нису се квалификовале | 8 / 9 (10)   |        |

#### Петобој
| Дисциплина   | Лекабела Кваресма | Лекабела Кваресма | Лекабела Кваресма | Лекабела Кваресма | Лекабела Кваресма | Лекабела Кваресма |
| Дисциплина   | Лич. рек.         | Резултат          | Бод.              | Плас.             | Укупно            | Плас.             |
| ------------ | ----------------- | ----------------- | ----------------- | ----------------- | ----------------- | ----------------- |
| 60 м препоне | 8,39              | 8,51 ЛРС          | 1.015             | 8.                | 1.015             | 8.                |
| Скок увис    | 1,78              | 1,76 ЛРС          | 928               | 9.                | 1.943             | 9.                |
| Бацање кугле | 14,29             | 14,12 ЛРС         | 802               | 6.                | 2.745             | 9.                |
| Скок удаљ    | 6,06              | 6,01 ЛРС          | 853               | 10.               | 3.598             | 10.               |
| 800 м        | 2:16,49           | 2:19,85 ЛРС       | 826               | 9.                | 4.424             | 8.                |
| Петобој      | 4.473             |                   |                   |                   | 4.424 ЛРС         | 8 / 12            |